# Incidente Don Pacífico
El Incidente Don Pacífico es el nombre dado a un incidente diplomático ocurrido en 1850 entre el Reino de Grecia y Gran Bretaña, que significó una aplicación de la "protección diplomática" por medio de la fuerza, y fijó un precedente en el Derecho Internacional del siglo XIX. 
El incidente tuvo su origen en el año 1847. En esa época existía una costumbre en Grecia de celebrar el fin de la Pascua ortodoxa con la quema de muñecos simbolizando a Judas Iscariote o a los judíos en general. En 1847 el gobierno griego prohibió esta costumbre, lo cual enfureció a gran parte de las masas de Atenas, que en revancha por esta prohibición se dirgieron a la suntuosa casa de un rico comerciante y diplomático judío llamado David Pacífico (1784-1854), conocido como Don Pacífico. Éste se desempeñaba como cónsul de Portugal en Atenas pero también era ciudadano británico, pues aunque se trataba de un judío de origen portugués había nacido en la colonia británica de Gibraltar.
La casa de David Pacífico fue atacada por una muchedumbre, que se dedicó al saqueo y al pillaje de la propiedad. David « Don » Pacífico protestó que la policía griega había eludido su deber de proteger la casa y presentó un reclamo de indemnización al gobierno de Grecia. La administración gubernamental griega desechó el reclamo y entonces Don Pacífico pide a fines de 1848 la intervención del gobierno de Gran Bretaña amparado en su ciudadanía, lo cual genera un inciente diplomático.
Conocido el caso de Don Pacífico en Londres, el ministro de Asuntos Exteriores, Lord Palmerston, apoya las reclamaciones de Don Pacífico y dispone que un escuadrón de la marina de guerra británica ejecute un amplio bloqueo del puerto ateniense de El Pireo, lo cual se cumple a inicios de 1850, hasta que el gobierno de Grecia acepte pagar una elevada indemnización a Don Pacífico, suma que las autoridades griegas consideraban excesiva para los daños realmente sufridos.
El bloqueo británico causa un conflicto diplomático con Francia y Rusia, países que junto con Gran Bretaña habían asumido el rol de protectores de la independencia de Grecia contra el Imperio Otomano. El embajador francés en Londres es inclusive retirado, pero tras dos meses de intransigencia y de bloqueo es Francia quien convence al gobierno griego de la necesidad de ceder, en tanto Grecia es un reino débil y que necesitaba de la protección de las tres grandes potencias para asegurar su existencia. Grecia entonces acepta pagar a Don Pacífico 120,000 dracmas y 500 libras esterlinas, poniendo fin a la controversia a mediados de 1850. David Pacífico moriría cuatro años después en Londres, donde se había establecido.
Palmerston recibió grandes críticas por su decisión, tanto en Gran Bretaña como en el resto de Europa, pero el ministro se defendió ante la Cámara de los Comunes alegando:

« As the Roman, in days of old, held himself free from indignity, when he could say, Civis Romanus sum, so also a British subject, in whatever land he may be, shall feel confident that the watchful eye and the strong arm of England will protect him from injustice and wrong. »

« Como el romano, en la antigüedad, se mantenía libre de la iniquidad cuando podía decir Civis Romanus sum, así también un súbdito británico, en cualquier tierra que pueda hallarse, debe sentirse libre y confiado que el ojo vigilante y el fuerte brazo de Inglaterra le protegerá de la injusticia y el daño.»

Esta afirmación implicaba una equiparación entre el Imperio Británico y el extinto Imperio Romano, pero además fijaba como principio que Gran Bretaña se atribuía el derecho de intervenir por la fuerza en cualquier país extranjero para defender los intereses particulares de alguno de sus súbditos, causando una controversia que duraría muchas décadas en el Derecho Internacional, al ser invocada por diversas potencias europeas para sus intereses.